# Portada/article octubre 9

## Pintura
La pintura és l'art de pintar, d'expressar-se sobre una superfície mitjançant formes i colors. La pràctica de l'art de pintar consisteix a aplicar una tècnica concreta damunt una superfície determinada, ja sigui un full de paper, un llenç, un mur, una fusta o un retall de teixit. La finalitat és obtenir una composició amb les formes, colors, textures i el dibuix, que dona lloc a una obra d'art d'acord amb uns principis estètics.